# Campodorus difformis
Campodorus difformis är en stekelart som först beskrevs av Holmgren 1876.  Campodorus difformis ingår i släktet Campodorus och familjen brokparasitsteklar. Arten är reproducerande i Sverige. Inga underarter finns listade.